# Saint Mary's College (Notre Dame)
Il Saint Mary's College è un'università privata di indirizzo cattolico con sede a Notre Dame, nello stato americano dell'Indiana.
Le suore marianite di Santa Croce, giunte nell'Indiana da Le Mans per affiancare i preti della Congregazione di Santa Croce che stavano fondando un collegio, nel 1844 aprirono una loro scuola a Berdard, la Saint Mary's Academy, trasferita a Notre Dame nel 1855.
Le suore di Notre Dame, specializzatesi nell'insegnamento, nel 1869 si resero autonome dalle marianite dando inizio alle Suore della Santa Croce.